# Марк Пастон
Марк Пастон (англ. Mark Paston; нар. 13 грудня 1976, Гастінгз, Нова Зеландія) — новозеландський футболіст, воротар «Веллінгтон Фенікс» та національної збірної Нової Зеландії.

## Клубна кар'єра
Марк Пастон виступав у новозеландських командах «Napier City Rovers», «Wellington Phoenix», «New Zealand Knights» та командах нижчих ліг Англії «Bradford City», «Walsall» та Шотландії «St Johnstone». Учасник фінальної частини 19-го Чемпіонату світу з футболу 2010 в Південно-Африканський Республіці.

## Титули і досягнення
- Володар Кубка націй ОФК: 2008
- Бронзовий призер Кубка націй ОФК: 2004